# Atlantic (Schiff, 1871–1873)
Die Atlantic war ein 1871 in Dienst gestelltes Passagierschiff der britischen Reederei White Star Line, das als Royal Mail Ship für den transatlantischen Passagierverkehr und Posttransport zwischen Liverpool und New York eingesetzt wurde. Sie war das zweite Schiff der damals noch jungen White Star Line und das erste, das sie verlor.
Am 1. April 1873 musste die Atlantic eine reguläre Überfahrt nach New York wegen Kohlemangel verkürzen und steuerte Halifax in Nova Scotia (Kanada) an. An der felsigen Küste von Meagher’s Island prallte das Schiff auf einen Unterwasserfelsen und sank, 545 Passagiere ertranken, darunter hunderte Frauen und Kinder. Der Untergang der Atlantic war das bis dahin schwerste Schiffsunglück auf dem Nordatlantik und wurde erst 31 Jahre später von dem dänischen Dampfer Norge (625 Tote) übertroffen. Es handelt sich um den zweitgrößten Verlust von Menschenleben auf einem Schiff der White Star Line nach der Titanic.

## Das Schiff
Die Atlantic wurde auf der Werft Harland & Wolff im nordirischen Belfast gebaut, wo die White Star Line alle ihre Passagierschiffe in Auftrag gab. Sie war das Schwesterschiff der Oceanic (I), der Baltic (I) und der Republic (I). Diese vier Schiffe waren die ersten Schiffe der noch jungen White Star Line, die deren Passagier- und Postverkehr zwischen Großbritannien und Nordamerika eröffneten und etablierten. Da sich diese Schiffe als sehr profitabel und erfolgreich erwiesen, kamen als Ergänzung kurz danach noch die Adriatic (I) und die Celtic (I) hinzu.
Das 3.707 BRT große Dampfschiff lief am 1. Dezember 1870 vom Stapel und wurde am 3. Juni 1871 fertiggestellt. Fünf Tage später lief die Atlantic in Liverpool zu ihrer Jungfernfahrt über Queenstown nach New York aus. Sie war nach der 1871 in Dienst gestellten Oceanic (ebenfalls 3707 BRT) erst das zweite Schiff der noch sehr jungen White Star Line, die 1869 vom Schiffsmagnaten und ehemaligen Direktor der National Line, Thomas Ismay, in Liverpool gegründet worden war. Sie wurde aus Stahl gebaut und verfügte über drei Decks sowie vier mit Segeln ausgestattete Masten. Die Atlantic war mit zehn Rettungsbooten und sechs wasserdichten Türen ausgerüstet. Die vierzylindrige Dampfmaschine leistete 600 PS und beschleunigte den Dampfer auf eine maximale Geschwindigkeit von 14,5 Knoten (26,9 km/h).
Die Atlantic und ihre Schwesterschiffe waren der Firmenmaxime der White Star Line entsprechend sehr komfortabel ausgestattet und waren luxuriöser als die meisten anderen Dampfschiffe ihrer Zeit. Der Speisesaal der Ersten Klasse, dessen Stühle mit Samt überzogen waren, war 24 Meter lang und 12 Meter breit. Die Wände der Kabinen und Aufenthaltsräume waren mit Damast bespannt und mit Blattgold dekoriert, zudem wurde viel Teakholztäfelung verwendet. Die Atlantic konnte 166 Passagiere Erster Klasse und 1000 Passagiere Dritter Klasse aufnehmen.

## Die letzte Fahrt

### Abfahrt in Liverpool
Am Donnerstag, dem 20. März 1873 lief die Atlantic unter dem Kommando von Kapitän James Agnew Williams in Liverpool zu ihrer 19. Atlantiküberquerung nach New York aus. An Bord befanden sich neben 143 Besatzungsmitgliedern über 1000 Passagiere. Am darauf folgenden Tag ging die Atlantic in Queenstown an der Südküste Irlands vor Anker, wo 250 Passagiere das Schiff verließen. Die Fracht auf dieser Fahrt hatte einen damaligen Geldwert von 50.000 Pfund Sterling (heute etwa 4.716.000 £). Der Wert des Schiffs selbst lag bei etwa 500.000 Pfund Sterling (heute etwa 47,2 Mio. £). Als der Ozeandampfer anschließend den offenen Atlantik ansteuerte, waren noch 833 Passagiere (mit Crew insgesamt 957 Personen) an Bord. Unter den Fahrgästen befanden sich 156 Frauen und 189 Kinder (inklusive zwei Säuglinge, die während der Fahrt geboren wurden).

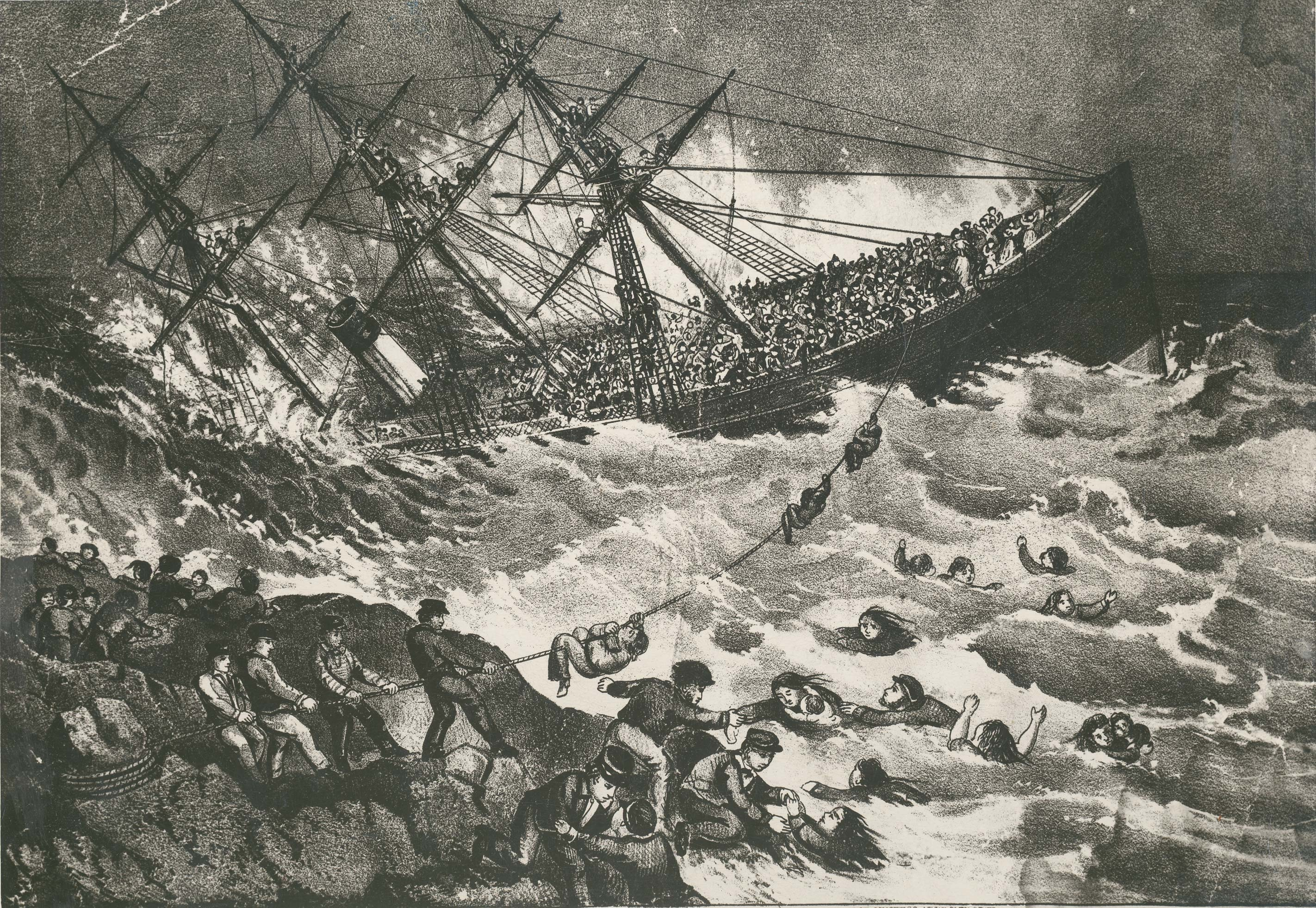
Lithografie von Currier and Ives (1873)

Am 26. März geriet der Ozeandampfer vor Terence Bay an der Halbinsel Chebucto (Nova Scotia) in einen atlantischen Sturm, der mehrere Tage anhielt. Am 31. März entschied sich Kapitän Williams, einen Zwischenhalt in Halifax einzulegen, um die Kohlereserven aufzufüllen. Durch schwere See und heftige Starkwinde wurde das Schiff, ohne dass die Mannschaft oder die Passagiere davon wussten, etwa 12 Seemeilen vom Kurs abgedrängt und verfehlte somit die Einfahrt in die Hafenbucht von Halifax.
Die Sicht war stark begrenzt, sodass die Geschwindigkeit auf 12 Knoten reduziert wurde, während die Atlantic die Küste von Nova Scotia passierte. Gegen Mitternacht ging man auf der Kommandobrücke davon aus, in Kürze das Sambro-Feuerschiff zu erreichen. Die Atlantic befand sich zu diesem Zeitpunkt etwa 460 Meilen von Sandy Hook, dem Eingang in die Lower New York Bay, entfernt.

### Kollision vor Meagher’s Island
Gegen 2.00 Uhr morgens am Dienstag, dem 1. April rammte die Atlantic an der felsigen Küste von Meagher’s Island in der Nähe von Cape Prospect das Unterwasserriff Marr’s Rock. Die meisten Passagiere schliefen zu diesem Zeitpunkt in ihren Kabinen, Dutzende ertranken noch unter Deck. Viele starben, als das völlig überfüllte Haupttreppenhaus geflutet wurde. Es wurden umgehend Rettungsboote zu Wasser gelassen, von denen die meisten aber wegen der schweren See fortgespült wurden oder an den Felsen zerschellten. Durch die Gewalt der hohen Wellen wurde das Schiff noch mehrere Male angehoben und erneut gegen die Klippen geschleudert. Panische Passagiere und Besatzungsmitglieder überfüllten das Bootsdeck, viele kletterten die Takelage des Schiffs hinauf. Zahlreiche Menschen wurden von den Wellen von Bord gespült. Im Abstand von 60 Sekunden wurden Notraketen abgefeuert.

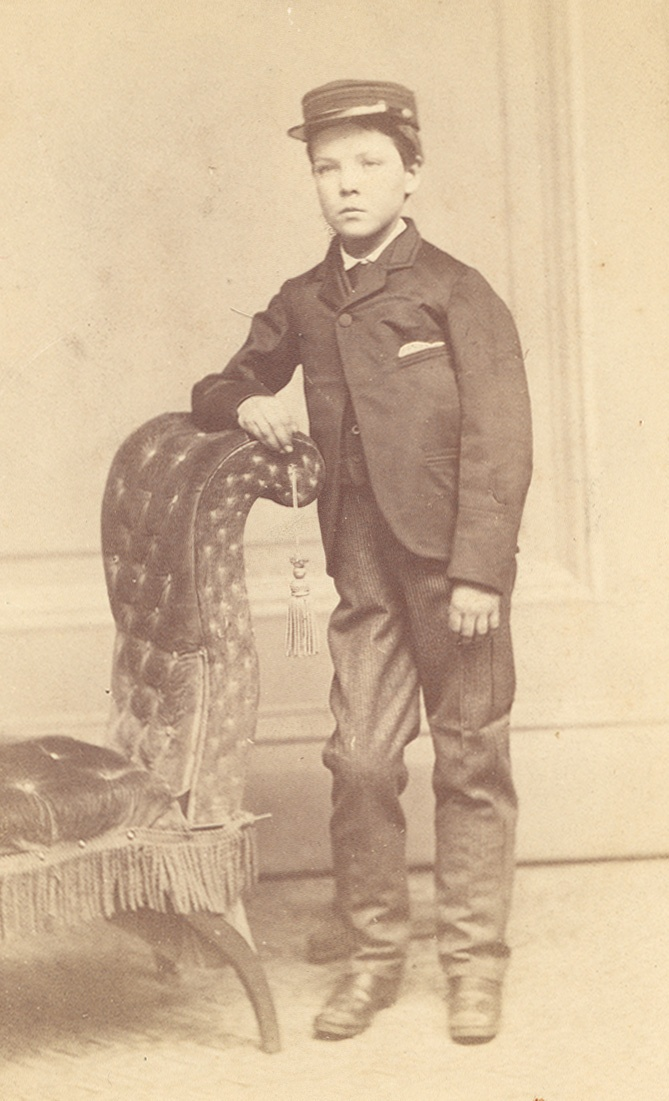
John Hindley, das einzige überlebende Kind

Das Schiff saß nur 50 Meter vom Ufer entfernt auf den Felsen fest, sodass der Dritte Offizier der Atlantic, Cornelius L. Brady, mithilfe weiterer Mannschaftsmitglieder eine Seilverbindung zum Land herstellen konnte. Auf diese Weise wurden Dutzende Menschen gerettet. Fischer aus nahen Ortschaften nahmen schnell Notiz von der Katastrophe und kamen den Schiffbrüchigen zu Hilfe. Vom Land aus kamen drei Rettungsboote zum Unglücksort und nahmen Überlebende auf. Nach dem fünften Aufprall auf die Felsen kenterte die Atlantic und sank.
Insgesamt 545 Menschen kamen beim Untergang der Atlantic ums Leben, darunter alle Frauen an Bord und alle Kinder bis auf eins. 412 Menschen überlebten, darunter fast alle Besatzungsmitglieder. Nur zwölf der 31 Erste-Klasse-Passagiere wurden gerettet. Unter den Todesopfern waren etwa 200 Engländer und 70 Iren, die übrigen Passagiere waren größtenteils Auswanderer aus anderen europäischen Staaten.

## Nachspiel

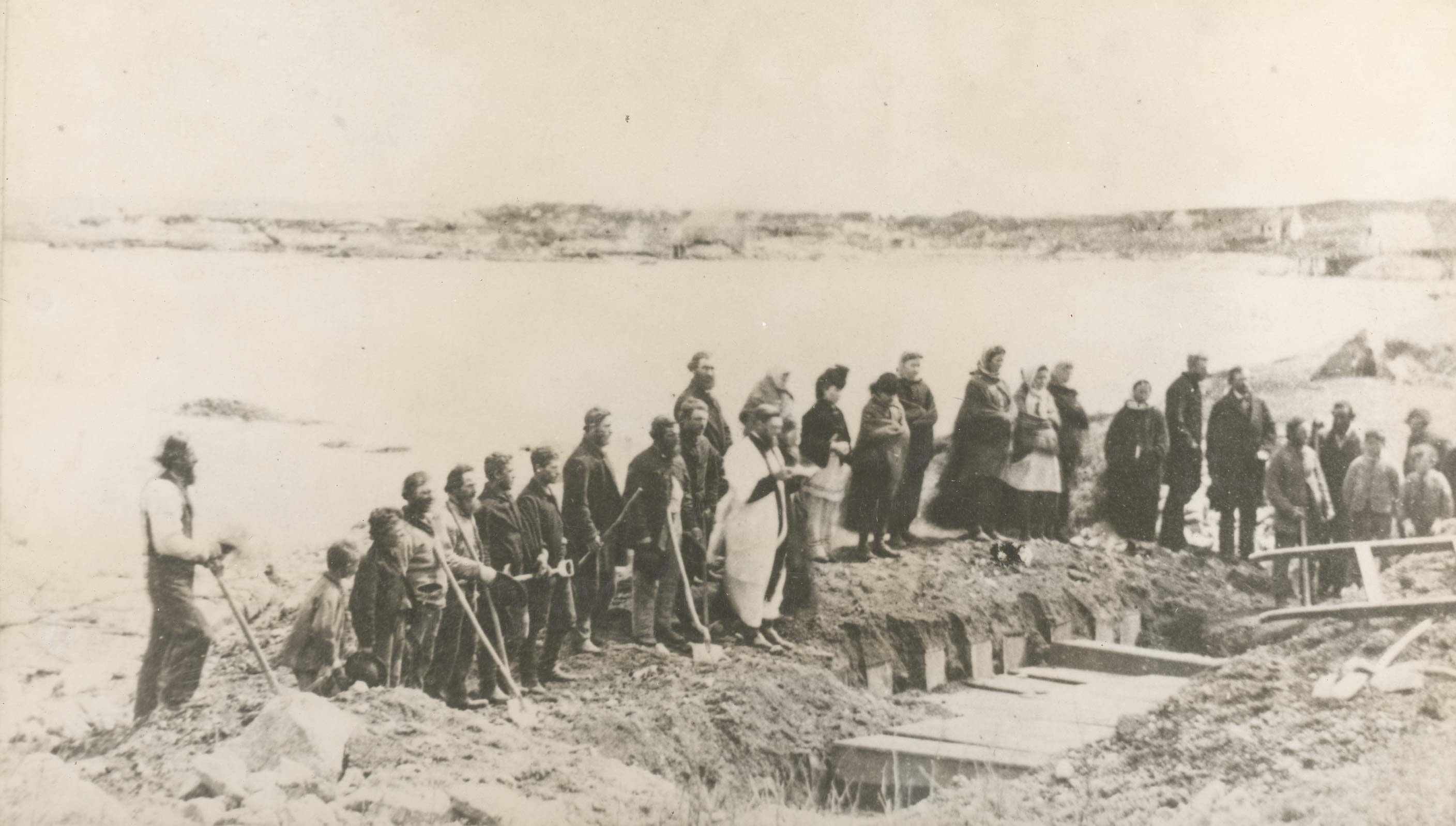
Beisetzung von Opfern der Atlantic in Lower Prospect (Nova Scotia), April 1873

336 der Überlebenden wurden nach Halifax gebracht. Am 3. April brachte man sie mit dem Zug nach Portland im US-Bundesstaat Maine und anschließend nach Boston, wo der Bürgermeister der Stadt, Henry L. Pierce, in der Faneuil Hall in Anwesenheit vieler Prominenter der Stadt ein Bankett zu Ehren der Überlebenden gab.
Dem Unglück folgte auf Empfehlung des kanadischen Ministeriums für Fischerei und Seefahrt eine offizielle Untersuchung unter dem Vorsitz von Edward M. Macdonald, dem damaligen Leiter der Zollbehörde der Stadt Halifax. Im Abschlussbericht der Untersuchungskommission wurde die Schuld an dem Unglück Kapitän Williams und seinen Offizieren angelastet. Es wurde hauptsächlich kritisiert, dass die Atlantic Liverpool mit zu wenig Kohle verlassen zu haben schien. Williams behauptete, bei der Abfahrt 996 Tonnen Kohle an Bord gehabt zu haben, was 260 Tonnen mehr war, als für die Fahrt nach New York benötigt wurde. Am 31. März war nur noch ein Vorrat von 127 Tonnen vorhanden gewesen, weshalb sich Williams für einen Halt in Halifax entschied, um nachzuladen. Auch Fehler bei der Navigation des Schiffs wurden der Besatzung unterstellt. Kapitän Williams habe Sambro Light mit Devils Light verwechselt, was erheblich weiter westlich lag, und somit sein Schiff auf einen falschen Kurs gesetzt. Es wurde weiterhin beanstandet, dass trotz Dunkelheit und schlechter Sicht keine zusätzlichen Ausgucke besetzt wurden.
Ein Großteil der geborgenen Leichen wurde in Massengräbern in der nahen Gemeinde Lower Prospect beigesetzt. 277 weitere wurden auf dem Friedhof der Kirche von Sandy Cove begraben, wo noch heute ein Gedenkstein an sie erinnert. Da das Wrack der Atlantic in sehr flachem Wasser liegt, konnten im Lauf der Zeit viele Gegenstände aus ihm geborgen werden. Viele davon sind im Maritime Museum of the Atlantic in Halifax ausgestellt. In Lower Prospect wurde die Gedenkstätte „SS Atlantic Heritage Park and Interpretation Center“ errichtet, in der ebenfalls viele Artefakte aus dem Wrack zu sehen sind.